# Comana (okręg Konstanca)
Comana – wieś w Rumunii, w okręgu Konstanca, w gminie Comana. W 2011 roku liczyła 918 mieszkańców.